# Danaus affinis
Espèce
Danaus affinis est une espèce d'insectes lépidoptères de la famille des Nymphalidae, de la sous-famille des Danainae, du genre Danaus et du sous-genre Salatura.

## Dénomination
Danaus affinis a été nommé par Fabricius en 1775.
Synonymes : très nombreux dont Papilio affinis Fabricius, 1775; Papilio philene Stoll, 1782; Salatura nigrita.

### Noms vernaculaires
Danaus affinis se nomme en anglais Malay tiger, mangrove tiger ou swamp tiger.

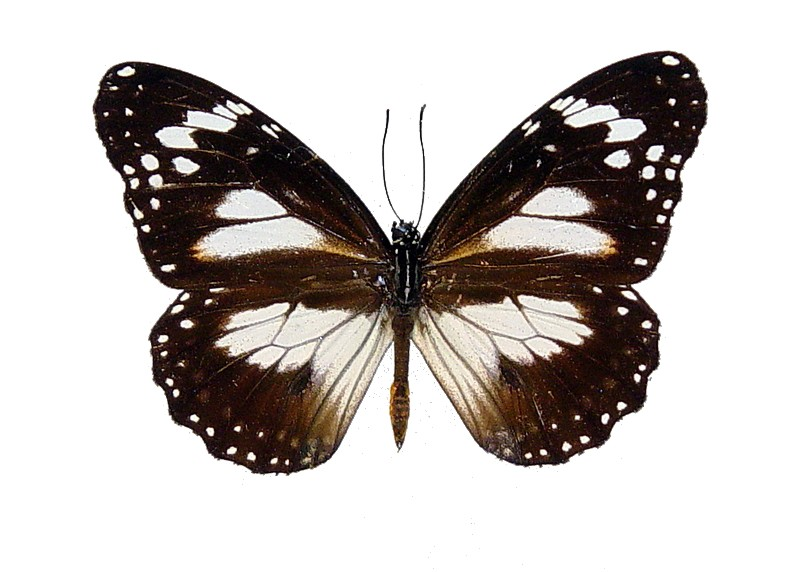
Danaus affinis

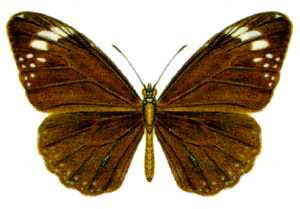
Danaus affinis gelanor

### Sous-espèces
- Danaus affinis affinis en Australie.
- Danaus affinis abigar Eschscholtz, 1821 ; aux Philippines.
- Danaus affinis albistriga Talbot, 1943 ; en Nouvelle-Calédonie.
- Danaus affinis affinoides Fruhstorfer, 1899 ;
- Danaus affinis aruana (Moore, 1883)
- Danaus affinis bipuncta Talbot, 1943 ;
- Danaus affinis cometho Godman & Salvin, 1888 ; aux îles Salomon.
- Danaus affinis decentralis Fruhstorfer, 1899 ;
- Danaus affinis fulgurata Butler, 1866 ;
- Danaus affinis galacterion Fruhstorfer, 1906 ;
- Danaus affinis gelanor (Waterhouse & Lyell, 1914)
- Danaus affinis jimiensis Miller et Miller 1978 en Papouasie-Nouvelle-Guinée.
- Danaus affinis jobiensis (Grose-Smith, 1894)
- Danaus affinis leucippus Röber, 1891 ; à Timor
- Danaus affinis malayana (Fruhstorfer, 1899) en Thaïlande, Malaisie, à Sumatra et à Nicobar.
- Danaus affinis mytilene (C. et R. Felder, 1860)
- Danaus affinis obscura (Capronnier, 1886)
- Danaus affinis sabrona (Talbot, 1943)
- Danaus affinis subnigra (Joicey & Talbot, 1922)
- Danaus affinis taruna Fruhstorfer, 1899 ;
- Danaus affinis tualana Talbot, 1943 [1].

## Description
C'est un grand papillon noir marqué de nombreuses taches ovales blanches, formant une plage blanche dans la partie basale. Le verso a une ornementation identique aux antérieures et de plus aux postérieures une double ligne submarginale de points blancs et des taches orange.

### Chenille
La chenille est marron annelée de blanc et tachetée de jaune.

## Biologie

### Plantes hôtes
Les plantes hôtes sont des Tylophora, Cynanchum carnosumum, Cynanchum ovalifolium, Ischnostemma selangorica et Vincetoxicum carnosum.

## Écologie et distribution
Danaus affinis est présent dans le sud-est de l'Asie, en Thaïlande, Malaisie, Philippines et dans toute l'Océanie dont les Nouvelles-Hebrides, l'Australie et la Nouvelle-Calédonie.

### Protection
La sous-espèce  Danaus affinis jimiensis Miller et Miller, 1978 qui réside en Papouasie-Nouvelle-Guinée est déclarée vulnérable.